# Bård Mjølne
 (novembre 2019).
Bård Mjølne, né le 18 janvier 1971, est un biathlète norvégien.

## Biographie
Il prend part à deux saisons dans la Coupe du monde, obtenant un podium en relais à Antholz après avoir obtenu son meilleur résultat individuel à Oberhof, une treizième place à la poursuite.
En 1998, il gagne une médaille d'argent en relais aux Championnats d'Europe.

## Palmarès

### Coupe du monde
- Meilleur classement général : 42e en 1997.
- Meilleur résultat individuel : 13e.
- 1 podium en relais : 1 troisième place.

### Championnats d'Europe
- Médaille d'argent du relais en 1998.